# System X (album)
System X è il settimo album in studio della band heavy metal statunitense Impellitteri, pubblicato il 21 marzo 2002 per la JVC.

## Tracce
1. United We Stand – 3:04
2. Perfect Crime – 4:23
3. End of the World – 5:05
4. She's a Nighttime Lover – 4:30
5. Slow Kill – 4:57
6. Why Do They Do That – 3:53
7. Rock & Roll Heroes – 4:38
8. Gotta Get Home – 3:20
9. What Kind of Sanity – 3:26
10. Falling in Love with a Stranger – 3:34

## Formazione
- Chris Impellitteri – chitarra
- James Amelio Pulli – basso
- Edward Harris Roth – tastiera
- Glen Sobel – batteria
- Graham Bonnet – voce